# نقار خشب قزم رمادي التاج
نقار خشب قزم رمادي التاج (الاسم العلمي: Dendrocopos canicapillus) هو نوع من فصيلة نقار الخشب.